# المصيطبة

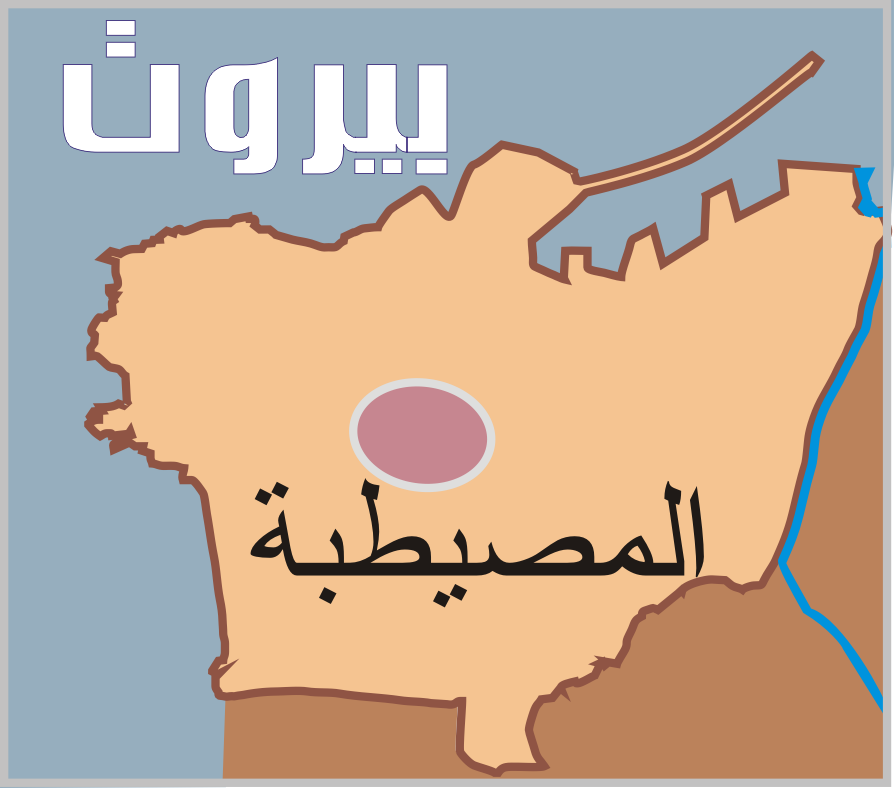
موقع منطقة المصيطبة

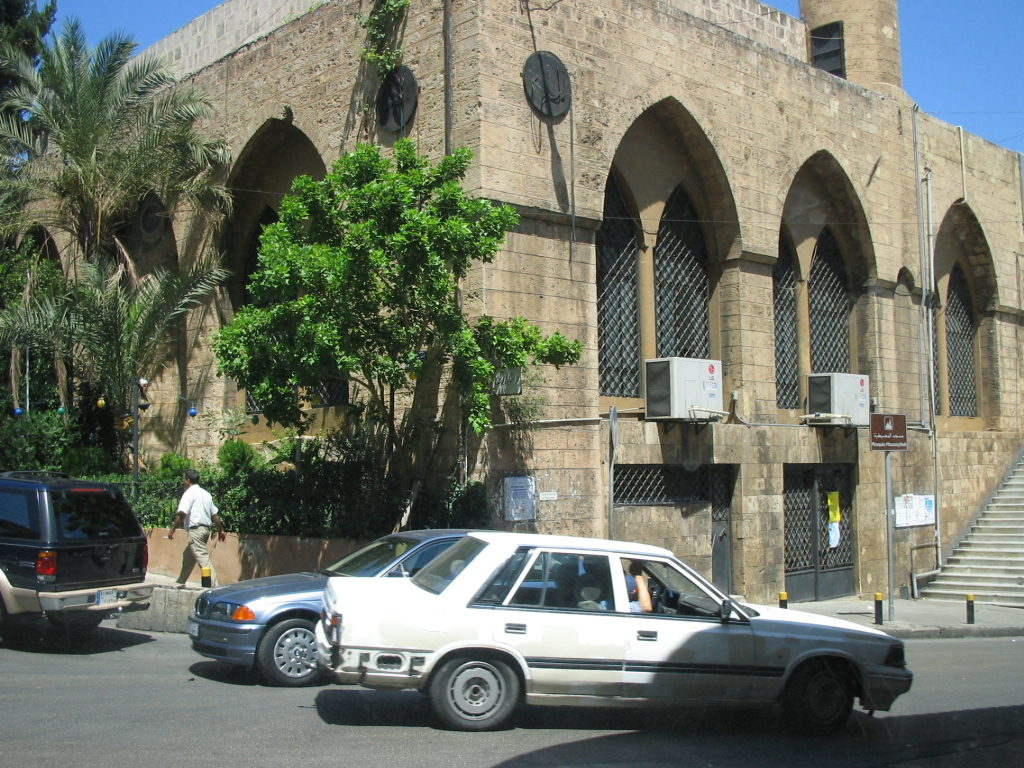
حي المصيطبة القديم، يظهر فيه مسجد المصيطبة، عام 2010.

المصيطبة هي من مناطق العاصمة اللبنانية بيروت. كانت امتدادا صخريّاً لما كان يُسمى «البريّة». في بداية القرن الثالث عشر كانت منطقة صخرية مرتفعة عن مستوى المدينة القديمة وبعيدة عن حدودها البحرية. وفي سنة 1291م حولها القائد المملوكي سنجر الشجاعي إلى قاعده عسكرية للهجوم على الصليبيين في قبرص. ومع مرور الزمن بدأت ترتفع فيها عمارات الأمراء المماليك وأعوانهم من قواد الجيش ورجال السلطة ومعهم الأعيان والوجهاء من أبناء البلد المحليين. وفي وقتنا الحاضر أصبحت من أكثر الأماكن السكنية اكتظاظا في بيروت.

## التسمية
اسمها تحريف باللغة المحكية لكلمة المصطبة وهي المكان المرتفع أو المكان المستوي بين ارتفاعين. ويقال أنه في أيام الشيخ الخاصكي، حضر الصليبيون إلى بيروت عام 1403م، فأخليت المدينة من أهلها، ولم يكن بها سوى أمراء الغرب ومعهم بعض جماعتهم. فنزل الفرنج في غربي المدينة وتمكنوا من الانتشار في بيروت ونهبوا وأشعلوا النار في أسواقها وبيوتها. ثم تنادى المسلمون وحاصروا الفرنجة وعمّر باب بيروت.

## معالمها
يجدر بالذكر أن منطقة المصيطبة هي تاريخيا وحتى يومنا الحالي محيطا لطائفتي الروم المسيحيين وللمسلمين السنّة. ومن العالم المهمة في المنطقة:
- كاتدرائية مار بطرس ومار بولس: كنيسة تعود للمسيحيين من طائفة السريان الأرثوذكس.
- كنيسة مار الياس
- جامع المصيطبة: شيّد سنة 1884م في عهد الوالي العثماني في بيروت حمدي باشا الذي تبرع براتبه طيلة مدة بنائه.
- الجامعة اللبنانية الدولية:

## روابط خارجية
- المصيطبة عبر الاقمار الاصطناعيه Wikimapia
- المصيطبة